# Ormosia merrilliana
Ormosia merrilliana là một loài thực vật có hoa trong họ Đậu. Loài này được H.Y. Chen miêu tả khoa học đầu tiên năm 1943.